# Mangosta de potes negres
La mangosta de potes negres (Bdeogale nigripes) és una espècie de mangosta de l'Àfrica central. A diferència de moltes espècies similars, la mangosta de potes negres només té quatre dits a cada pota en lloc de cinc.

## Descripció
El seu cos és allargat i té una mida que varia entre 37,5 i 60 centímetres, la seva cua fa entre 17,5 i 37,5 centímetres, i el seu pes varia entre 0,9 i 3 quilograms. Un adult té una alçada a l'espatlla entre 15 i 17,5 centímetres. Els pèls del seu pelatge són llargs i aspres a la capa exterior, i suau i densos a l'interior. Té els pèls de color blanc al naixement i de color marró fosc a la punta. El color que predomina en el seu pelatge és el marró grisenc, color que es va enfosquint a cada muda, a mesura que va el canviant.
Té 4 dits, lleugerament encoixinats per la part inferior, amb urpes no retràctils. Les glàndules odoríferes es troben a la regió anal. La seva dentadura està formada per tres incisius, una dent canina, tres o quatre premolars, i dos molars, i juntament amb el crani, són menys especialitzades que la de la resta de mustèlids carnívors.

## Distribució i hàbitat
La mangosta de potes negres viu al boscos de l'Àfrica, des del sud-est de Nigèria fins a nord de la República Democràtica del Congo, i també al nord d'Angola.
Sovint se les pot veure prop de l'aigua.

## Comportament
Són animals nocturns i, tot i que poden enfilar-se als arbres, són principalment terrestres. Sovint se les veu en parelles, encara que es tracta d'una animal solitari. Malgrat el seu comportament solitari a la natura, en captivitat poden viure amb altres de la seva espècie sense mostrar-se hostils.
La seva esperança de vida és d'aproximadament uns 15 anys.

## Dieta
Es tracta principalment d'un animal insectívor que s'alimenta de tèrmits, formigues i escarabats. També s'alimenta de serps, petits mamífers i carronya. Els espècimens que viuen en captivitat també mengen amfibis.

## Reproducció
L'aparellament té lloc durant la temporada seca, i les cries neixen entre novembre i gener. Les ventrades són d'un sol cadell. Tot i que no s'ha estudiat prou, és raonable suposar que la mare cria el seu cadell com succeeix amb la majoria dels mamífers. Les cries neixen altricials, i les mares les crien en caus.

## Depredació
Amb l'excepció d'alguns humans que les cacen per alimentar-se, no se li coneixen predadors. Malgrat això, és raonable pensar que són preses dels grans carnívors dels boscos.

## Estat de conservació
Encara que no s'ha descrit un estat de conservació especial es troba en situació de risc, donat que viu als boscos, que són hàbitats amenaçats pels humans que els desforesten i els envaeixen.